# Целинный (Перелюбский район)
Цели́нный — посёлок в Перелюбском районе Саратовской области. Административный центр Целинного сельского поселения.

## География
Посёлок находится в южной части района, на правом берегу реки Камелик, на расстоянии 27 км к юго-западу от села Перелюб, административного центра района.

## История
Посёлок основан в 1954 году как центральная усадьба совхоза «Целинник».

## Население
| 2002 | 2010 |
| ---- | ---- |
| 896  | ↘686 |